# Birinci Mahmudlu
Birinci Mahmudlu är en ort i Azerbajdzjan.   Den ligger i distriktet Füzuli Rayonu, i den södra delen av landet, 220 kilometer väster om huvudstaden Baku. Birinci Mahmudlu ligger 99 meter över havet och antalet invånare är 1 091.
Terrängen runt Birinci Mahmudlu är platt. Närmaste större samhälle är Bala Begmenli, 1,6 kilometer öster om Birinci Mahmudlu.
Trakten runt Birinci Mahmudlu består till största delen av jordbruksmark. Runt Birinci Mahmudlu är det ganska tätbefolkat, med 83 invånare per kvadratkilometer.